# Coilostigma
Coilostigma es un género  de plantas fanerógamas perteneciente a la familia Ericaceae. Comprende 6 especies descritas y de estas, solo 2 aceptadas.

## Taxonomía
El género fue descrito por Johann Friedrich Klotzsch y publicado en Linnaea 12: 234. 1838. La especie tipo no ha sido designada.  

## Especies aceptadas
A continuación se brinda un listado de las especies del género Coilostigma aceptadas hasta septiembre de 2014, ordenadas alfabéticamente. Para cada una se indica el nombre binomial seguido del autor, abreviado según las convenciones y usos.	
- Coilostigma glabrum Benth.
- Coilostigma zeyherianum Klotzsch